# 光场
光场是用来描述通过空间中每一个点和每一个方向的光的量的一个函数。迈克尔·法拉第首先提出光应被理解为一个场（1846年的演讲题为《光线振动思考（Thoughts on Ray Vibrations）》），就像磁场一样。光场这个概念由Alexander Gershun在关于光在三维空间中的辐射测量的经典论文中提出。这个词被计算机图形学的学者重新定义了，意思略有些变化。